# Deva Mahal
Deva Mahal, est une musicienne et chanteuse de blues américaine. Elle est la fille du musicien de blues Taj Mahal.

## Biographie
Chanteuse et auteure-compositrice, fille du musicien de blues Taj Mahal, avec qui elle a écrit la chanson Never Let You Go sur son album Maestro, nommé aux Grammy Awards, elle collabore avec de nombreux artistes comme Jaleel Bunton ou le New York Pops Orchestra, et a joué sur scène avec Maceo Parker, Bettye LaVette, The Roots et Cyndi Lauper : « Je suis originaire d’Hawaï et j’ai donc grandi en écoutant beaucoup de reggae. De la dub, du dancehall, du ska et de la musique beat. On retrouve ces influences dans mon travail. J’ai vécu en Nouvelle-Zélande et là-bas il y a une communauté dub très importante et à laquelle je me suis mêlée. »
Elle publie  2017 un premier EP remarqué, où figure notamment le morceau « Run Deep », en duo avec la rappeuse Coco Pella,.
En mars 2018 sort Run Deep son premier album produit par Scott Jacoby.

## Discographie

### Album
- 2017 : Deva Mahal (Motéma Music)
- 2018 : Run Deep (Motéma Music)